# Hyapatia Lee
Hyapatia Lee (Indianapolis, Indiana, Estados Unidos, 11 de noviembre de 1960) descendiente de Cherokees, es una bailarina de estriptis y actriz pornográfica estadounidense retirada. Su carrera se desarrolló principalmente durante la conocida como Edad de Oro del Porno, en la década de los 80´s.
En 1993 fue entró a formar parte del salón de la fama de XRCO y de AVN. así como con el Lifetime Achievement Award de la Coalición por la libertad de expresión en 1995.

## Premios
- 1991 AVN Mejor actriz - Film for The Masseuse[4]
- 1993 F.O.X.E Premio del Fan[5]
- Salón de la fama AVN[6]